# The Soil
Ne doit pas être confondu avec Soil (groupe).
The Soil est un groupe sud-africain de chant a capella originaire de Soweto. Créé en 2003, il est actuellement composé des chanteurs Ntsika et Luphindo Ngxanga, ce dernier étant également beatboxer, ainsi que de la chanteuse Theo Matshoba. Le premier long play (abrégé LP) éponyme du groupe, The Soil, fut certifié disque de platine par la Recording Industry of South Africa.

## Formation du groupe
Les premiers membres de l'ensemble se rencontrèrent au début des années 2000 dans le cadre scolaire, durant des séances d'improvisation,. À cette époque le groupe était connu sous le nom de Particles of the Soil et comptait plus de vingt personnes. Au fil du temps, plusieurs membres ayant d'autres engagements durent le quitter, ce qui le réduisit au nombre de quatre en 2010, avec la chanteuse Buhlebendalo Mda, le compositeur et chanteur Ntsika Ngxanga, son frère beatboxer et chanteur Luphindo Ngxanga, ainsi que l'artiste Samkelo Lelethu Mdolomba, plus connu sous son nom de scène Samthing Soweto. En cherchant un producteur, le quatuor rencontra d'abord le refus, s'entendant dire que sa musique était ennuyeuse et qu'il n'irait nulle part. Puis le groupe rencontra le dirigeant de la société Native Rhythms, Sipho Sithole, qui fit signer The Soil sur son label. À propos de leur nom qui signifie « le sol », l'un des artistes déclara : « les gens pissent sur le sol, qui est méprisé mais d'où surgit la vie ».

### Membres
Samthing Soweto participa à l'enregistrement du premier album pour ensuite quitter The Soil et poursuivre ses projets. Buhlebendalo Mda, alias Soil Sister, ayant aussi quitté le groupe, les membres qui le composent actuellement sont Ntsika Ngxanga alias Fana-tastic[réf. souhaitée], Luphindo Ngxanga alias Master P et Theo Matshoba alias Songstress, qui les rejoignit en 2016 pour remplacer occasionnellement Buhlebendalo Mda, puis définitivement lors du départ de cette dernière. Durant leurs interviews, les artistes évoquèrent parfois Dieu comme un des membres du groupe.

## Musique

### Genres et influences
Le genre musical du groupe a principalement été décrit comme jazz, hip-hop, afro-pop et afro-soul. Ses membres citent Miriam Makeba, Busi Mhlongo, Brenda Fassie, Simphiwe Dana et Ladysmith Black Mambazo comme influences musicales, ou dans d'autres genres, Coldplay, The Script et Kings of Leon. Ils nomment eux-mêmes leur musique « Kasi Soul ».

### Années 2010
En 2011, le groupe sortit son premier LP éponyme, The Soil, qui connut de nombreuses ventes en Afrique du Sud et devint disque de platine. Ils remportèrent en 2012 un South African Traditional Music Award. Puis leur premier album live, Reflections (Live in Joburg), parut en 2013 et remporta le prix du Meilleur Album R&B/Soul/Reggae aux South African Music Awards 2014. Leur deuxième album, Nostalgic Moments, sortit sur le label Native Rhythms en 2014 et reçut un accueil positif de la critique musicale. L'album comporte des participations de Ladysmith Black Mambazo et de l'artiste hip-hop Khuli Chana (en). À la 14e cérémonie des Metro FM Awards, le groupe remporta le prix du Meilleur Album Produit pour Nostalgic Moments et le prix du Meilleur Duo/Groupe. En 2015, le groupe fut nommé pour le prix du Best International Act : Africa (en) aux BET Awards. Le 21 octobre 2016, leur troisième album studio intitulé Echoes of Kofifi sortit de nouveau chez Native Rhythms et reçut lui aussi un accueil positif de la critique musicale.

### Années 2020
En 2020, le trio décida de marquer une pause pour que ses membres puissent poursuivre leurs projets solo. Plus tard, ils se réunirent afin de reprendre le travail en studio puis annoncèrent la préparation d'un nouvel album. Leur nouveau single, Thandwa Ndim featuring Thee Legacy, extrait de leur album à paraître Reimagined, sortit le 13 octobre 2023. Dans la continuité de leur musique « Kasi Soul » aux influences jazz et gospel, ce nouvel album studio contenant onze titres suivit le 23 février 2024,. Le groupe commença ensuite la tournée Reimagined au Star Theatre dans la ville du Cap, avec une fin prévue le 26 octobre 2024 au Pacofs Theatre à Bloemfontein.

## Discographie

### Long Play
- The Soil, 2011

### Albums
- Reflections (Live in Joburg), 2013
- Nostalgic Moments, 2014
- Echoes of Kofifi, 2016
- Reimagined, 2024

## Distinctions

### South African Music Awards
| Année | Album                        | Prix                             | Statut   |
| ----- | ---------------------------- | -------------------------------- | -------- |
| 2014  | Reflections (Live In Joburg) | Meilleur Album RnB, Soul, Reggae | remporté |

### Metro FM Awards
| Année | Album             | Prix                   | Statut   | Réf.   |
| ----- | ----------------- | ---------------------- | -------- | ------ |
| 2015  | Nostalgic Moments | Meilleur Album Produit | remporté | [ 15 ] |
| 2015  | Nostalgic Moments | Meilleur Duo/Groupe    | remporté | [ 15 ] |